# Phyllophaga inepta
Phyllophaga inepta är en skalbaggsart som beskrevs av Horn 1887. Phyllophaga inepta ingår i släktet Phyllophaga och familjen Melolonthidae. Inga underarter finns listade i Catalogue of Life.